# Cessna 400
Le Cessna 400 est un avion monomoteur (à pistons), construit à l'aide de matériaux composites à train d'atterrissage type tricycle, construit par le constructeur américain Cessna

## Caractéristiques
Le Columbia 400 de la société Columbia Aircraft devient le Cessna 400 à la suite du rachat par Cessna en 2007.
En 2009, il est rebaptisé Corvalis TT du nom de la ville voisine de Bend (Oregon) où se situe l'usine qui le produit. TT signifie Twin Turbocharged.
En 2010, il était listé à 645 000 dollars sur le site du constructeur.
Entre fin 2010 et mi 2011, la production a connu des problèmes de qualité qui ont valu à la société une amende de la FAA.
La version Corvalis TTX a été dévoilée en mars 2011. Elle est motorisée avec un moteur Continental développant 310 chevaux à 2700 tr/min. Elle bénéficie notamment d'une nouvelle avionique Garmin G2000.
À partir de 2012, une option avec dégivrage est proposée. Ce système de dégivrage appelé E-Vade n'était pas certifié pour voler en conditions givrantes connues, c'est-à-dire annoncées dans les messages METAR ou TAF.
La production cesse en février 2018.